# Nîjnii Studenîi, Boureni
Studena de Jos (în ucraineană Нижній Студений) este localitatea de reședință a comunei Studena de Jos din raionul Boureni, regiunea Transcarpatia, Ucraina. Conform recensământului Austro-Ungar din 1910, majoritatea populației era alcătuită din români.

## Demografie
Componența lingvistică a localității Nîjnii Studenîi
     Ucraineană (99,82%)
     Alte limbi (0,18%)
Conform recensământului din 2001, majoritatea populației localității Nîjnii Studenîi era vorbitoare de ucraineană (99,82%), existând în minoritate și vorbitori de alte limbi.